# Bonzel (Lennestadt)
Bonzel ist ein Stadtteil von Lennestadt im Kreis Olpe in Nordrhein-Westfalen.

## Geschichte

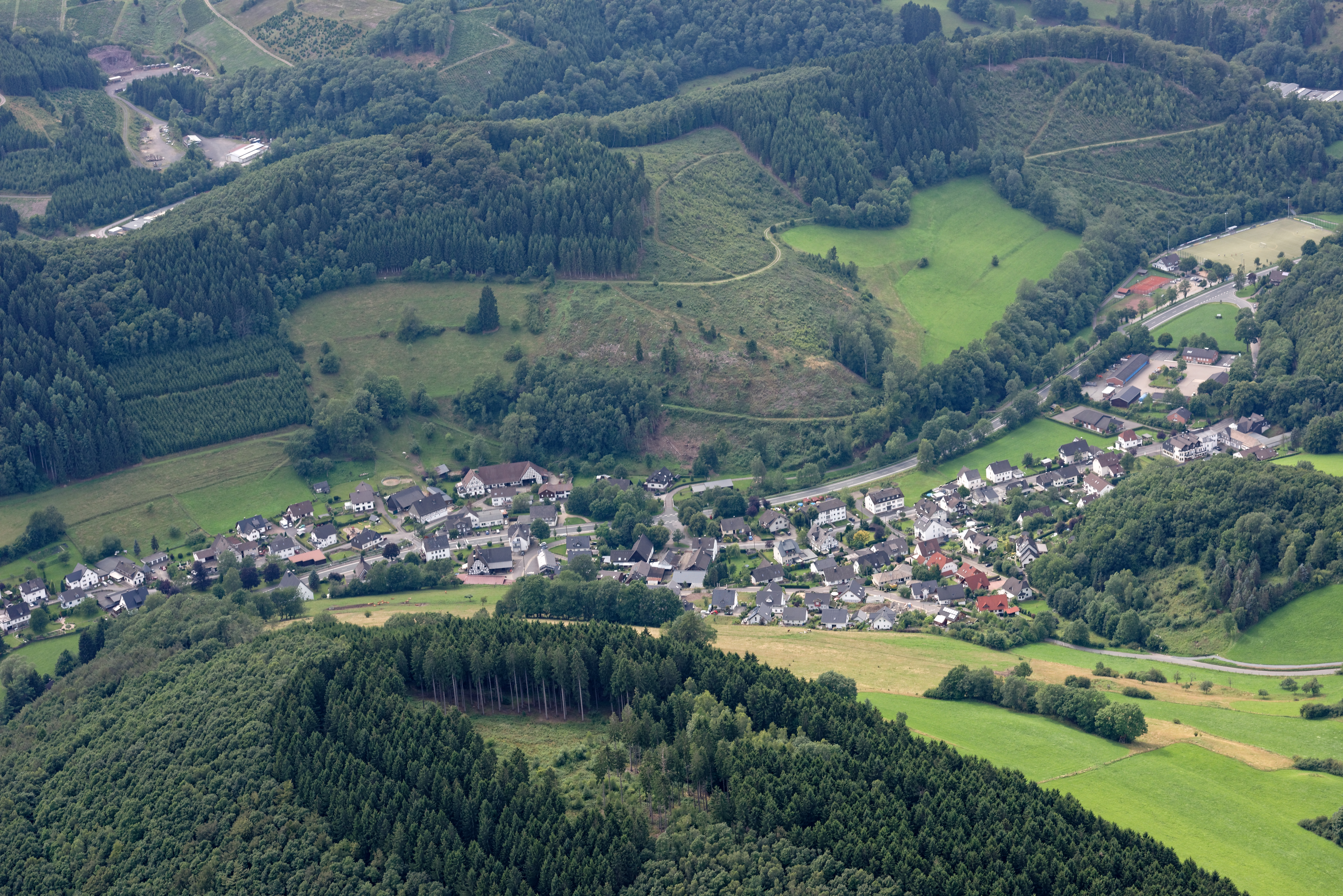
Luftbild von Bonzel

Urkundliche Hinweise auf die Existenz des Ortes gehen zurück bis in das 13. Jahrhundert. Beispielhaft seien erwähnt, 1279 Bonslede (in einem Zehntlösenregister), 1393 Diderich von Bonssler (in Lehnbüchern), 1465 Hof zu Bonslade, 1543 Boensell (in einem Schatzungsregister) u. a. Die tatsächliche Entstehung des Ortes wird früher, etwa zur Mitte des 11. Jahrhunderts angenommen. Die Ableitung des Namens lässt sich gemäß einer neueren Untersuchung der Ortsnamen des Kreises Olpe nicht sicher erklären. Ausgehend von den Wortelementen „-slede“ für Niederung oder Talsenke und „bon-“ als Personenname Buni/Buno oder auch Pflanzenbezeichnung „Bohne“, kann der Ortsname als „Talsenke des Buni/Buni“ gedeutet werden oder als Stellenbezeichnung für die Lage „in einer Talsenke mit dem Vorkommen an Bohnen bzw. Hülsenfrüchten“
Fast 300 Jahre lang, bis etwa 1350, muss Bonzel eine kleine bäuerliche Ansiedlung mit kaum mehr als drei Höfen gewesen sein. Seit 1373 ist hier das Ministerialengeschlecht von Bonslede nachweisbar. Die Herren von Bonslede standen als Burgmannen im Dienste der mächtigen Grafen von der Mark, denen damals auch die über große Teile des Sauerlandes ausgedehnte Herrschaft Bilstein gehörte.

Der Hof Blefgen in Bonzel

Der Wohnsitz derer von Bonslede lag genau in der Wegmitte zwischen zwei militärisch und strategisch hochbedeutsamen Stellen der Herrschaft Bilstein: der Lennefurt bei Grevenbrück im Norden und der Burganlage Bilstein im Süden. - Waldemar Bonsels, der Autor der „Biene Maja“, führt seinen Stammbaum auf dieses Geschlecht von Bonslede zurück.
Durch mehrere Erbteilungen wurden die Güter der Herren von Bonslede zersplittert. Einer der aus diesen Teilungen hervorgegangenen alten Höfe ist der Hof Blefgen („dat Bleffgen“ = „dat Bliefken“ = das Übriggebliebene).
Anhaltspunkte über die Größe des Ortes ergeben sich erstmals aus einem Schatzungsregister (diente der Erhebung von Steuern) des Jahres 1543. Darin werden für „Boensell“ 10 Schatzpflichtige aufgeführt. Setzt man die Anzahl der Schatzpflichtigen mit der Zahl der vorhandenen Familien bzw. der Häuser gleich und rechnet pro Haus 6 Bewohner, so dürften zu dieser Zeit in Bonzel ca. 60 Menschen gelebt haben. Ende Juni 2020 betrug die Einwohnerzahl 405, wobei der Anteil der jungen Einwohner bis 18 Jahre mit 21,5 % über dem Durchschnitt (Stadtgebiet: 20,0 %) liegt.

## Kapelle

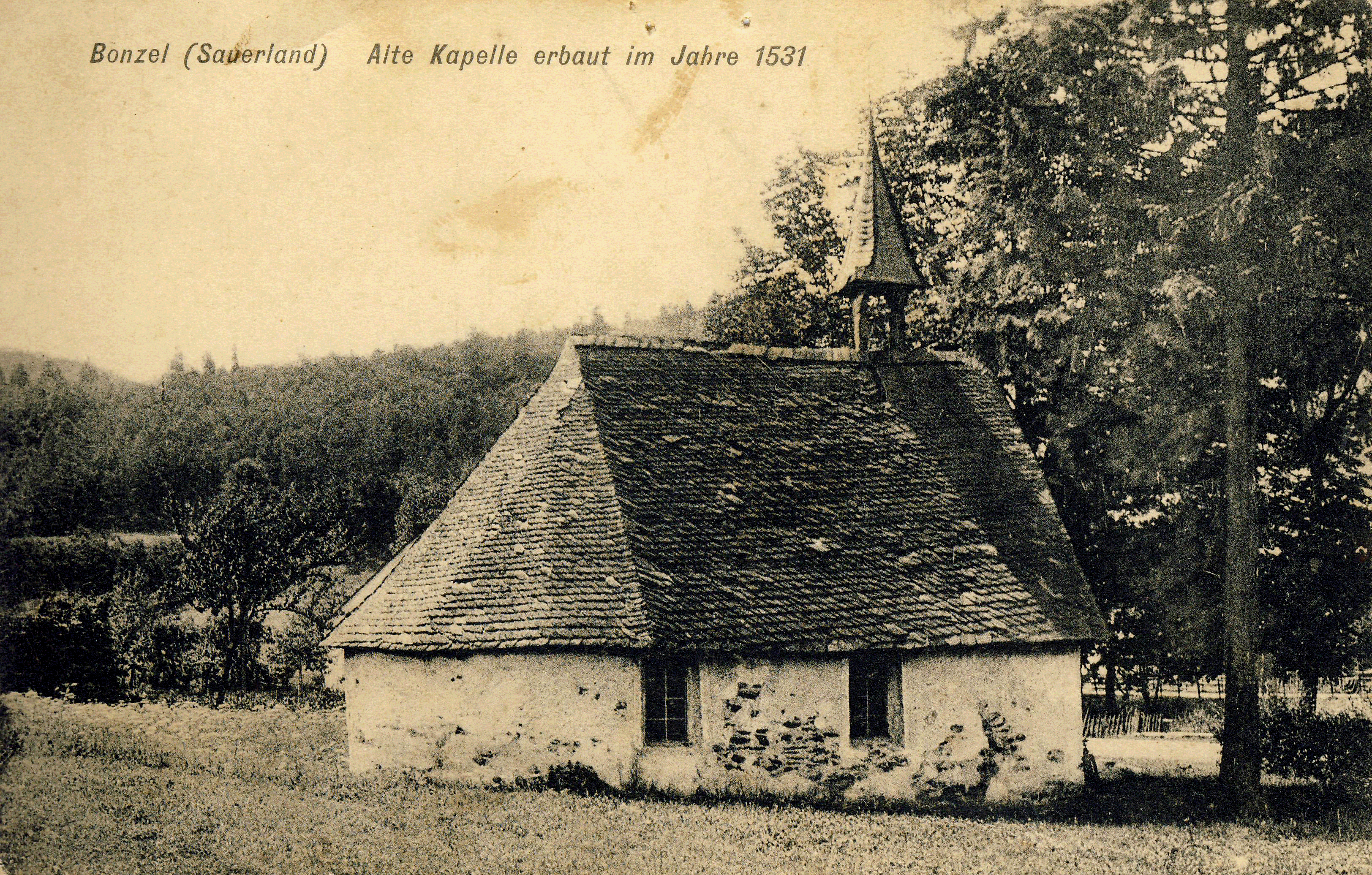
Alte Kapelle Bonzel

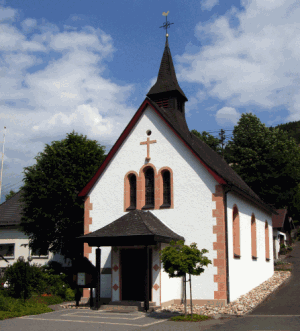
Die Kapelle in Bonzel

Die heutige Kapelle, die vom örtlichen „Kapellenverein“ unterstützt wird, stammt aus dem Jahre 1924 und wurde von dem Bauunternehmer Anton Sunder-Plassmann aus Förde (heute Grevenbrück) entworfen und errichtet. Sie steht an dem Platz jener uralten Kapelle, die nachweislich im Jahre 1647 – kurz vor Ende des Dreißigjährigen Krieges – eingeweiht wurde. Wertvolle Bildnisse und die uralte eichene Kapellentür sind erhalten geblieben.

## Verkehrserschließung
Das Veischedetal war jahrhundertelang – im Gegensatz zu heute – für den Durchgangsverkehr nahezu bedeutungslos. Die nächstgelegene wichtige Fernstraße, der „Römerweg“, verlief im Mittelalter nur eine Viertelstunde entfernt über die Höhen zwischen Petmecke und Niederhelden jenseits des Veischedetales. Auch die „Heidenstraße“ ist nicht weit entfernt. Die alte Dorfstraße, am rechten Bachufer der Veischede verlaufend, wurde erst 1820 als preußische Provinzialstraße Minden-Koblenz chausseeartig ausgebaut und mit preußischen Meilensteinen versehen. Heute heißt sie „Bundesstraße 55“. Von 1904 bis 1916 hatte Bonzel mit der Veischedetalbahn, einem Oberleitungsbus-Betrieb zum Bahnhof Grevenbrück, Anschluss an die Ruhr-Sieg-Strecke.
1970 baute man für das Unterdorf eine Umgehungsstraße. Dabei wurde das Veischedebett weiter nach Westen an den Berghang verlegt. Auch der Mühlengraben zur Versorgung der Grevenbrücker Getreidemühle wurde beseitigt. Der Ort erhielt ein völlig anderes Gesicht.
In den letzten Jahren hat sich Bonzel durch die Erschließung neuer Baugebiete erheblich ausgedehnt.